# Kyniska

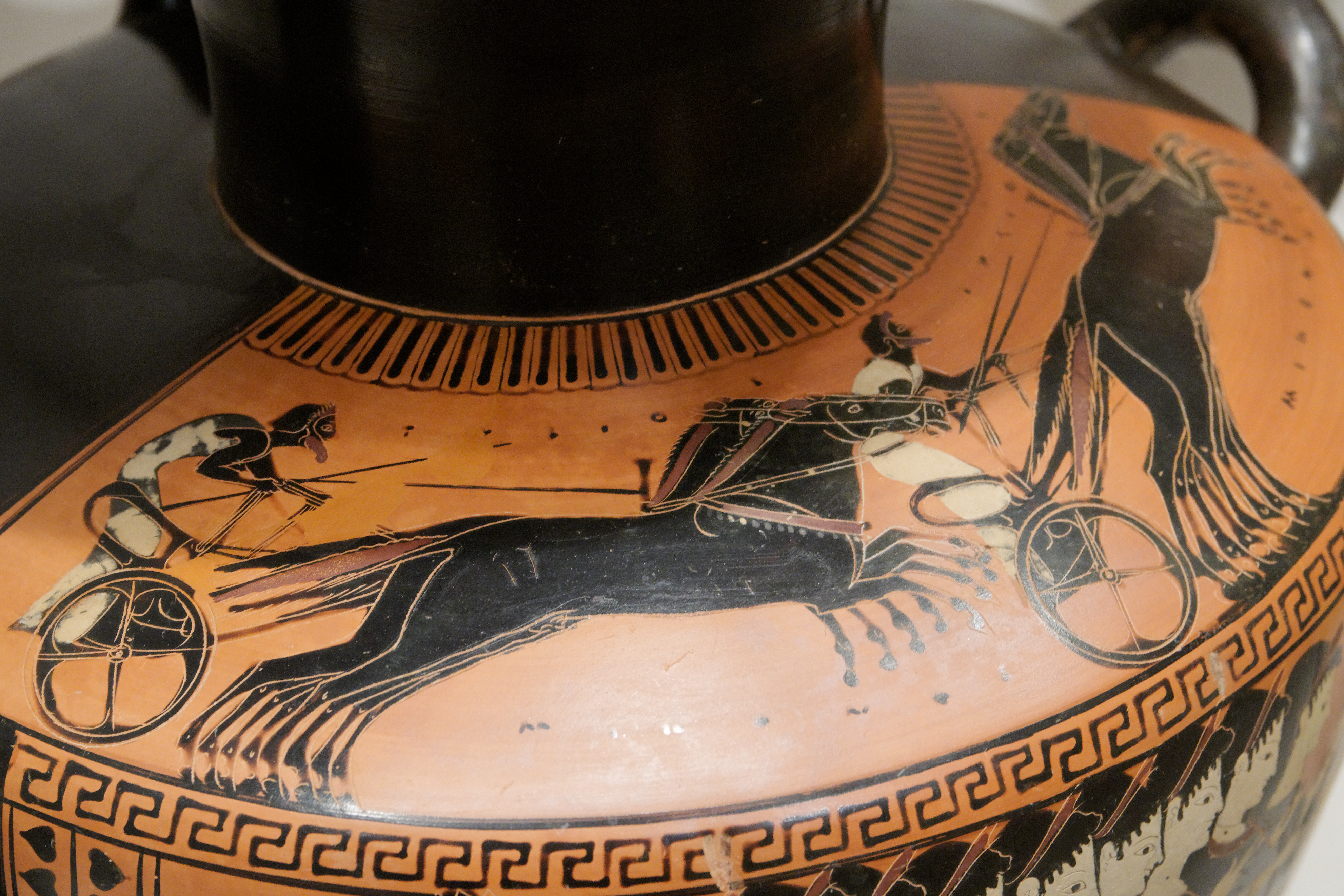
Závody v tethrippe, černofigurální malba na hydrii (nádobě na vodu), cca 510 před Kr.

Kyniska (starořecky Κυνίσκα–Kyniska) byla dvojnásobná olympijská vítězka v závodě čtyřspřeží v 4. stol. před Kr.
Kyniska ze Sparty zvítězila v tethrippu (jezdeckých závodech dvoukolových vozů se čtyřspřežím) na olympijských hrách v letech 396 a 392 př. n. l. Zavedení tethrippa, závodů se čtyřspřežím koní se uskutečnilo na 25. olympijských hrách v roce 680 př. n. l. Prvním vítězem této disciplíny byl Pagóndas z Théb.
Ženy byly vyloučeny z účasti na olympijských hrách, nesměly soutěžit v atletických disciplínách. V jezdeckých disciplínách to bylo však jiné. Tam soutěžil majitel koně nebo zápřahu, a proto nebylo překážkou, aby tím majitelem byla i žena. Kyniska jako první mezi ženami chovala vlastní koně a první získala olympijské vítězství.
Kyniska se narodila v spartské královské rodině Eurypontovců. Byla dcerou spartského krále Archidama II. Dle historika Plutarcha, Kynisku soutěžit přiměl její bratr Agésilaos II. ve snaze zdiskreditovat tento sport, který byl podle něj pouze známkou bohatství majitele koní, zatímco v ostatních sportech byla rozhodující mužská statečnost a ctnost. Jezdec nebo vozataj bývall při těchto závodech většinou anonymní.